# 글랑역
글랑역(프랑스어: Gare de Gland)은 스위스 보주의 글랑 지자체에 있는 기차역이다. 스위스 연방 철도의 표준궤 로잔-제네바선의 중간 정류장이다.

## 운행편
다음 서비스는 글랑에서 정차한다.
- 레기오익스프레스 : 안마스와 브베 사이를 30분 간격으로 운행하며, 다른 모든 열차는 브베에서 생모리스까지 계속 운행한다.